# Kober Kajaran
Kober Kajaran – wieś w Armenii, w prowincji Lorri. W 2011 roku liczyła 45 mieszkańców.